# Campylopus squalidus
Campylopus squalidus är en bladmossart som beskrevs av Bridel. Campylopus squalidus ingår i släktet nervmossor, och familjen Dicranaceae. Inga underarter finns listade i Catalogue of Life.